# Asteia lineifacies
Asteia lineifacies är en tvåvingeart som beskrevs av Curtis W. Sabrosky 1957. Asteia lineifacies ingår i släktet Asteia och familjen smalvingeflugor. Inga underarter finns listade i Catalogue of Life.